# Кадыкчан
Кадыкча́н (от эвен. кадагчан — «маленькое ущелье, теснина») — покинутый посёлок городского типа в Сусуманском районе Магаданской области.
Расположен в бассейне реки Аян-Юрях (приток Колымы) в 65 км северо-западнее города Сусуман на автодороге Магадан — Усть-Нера. С начала 2000-х годов заброшен и представляет собой «город-призрак».

## История
Кадыкчан возник в годы Великой Отечественной войны как рабочий посёлок при предприятии по добыче каменного угля Аркагалинского месторождения.
В своих мемуарах писатель Варлам Шаламов описал, что шахту и посёлок строили заключённые, одним из которых был он сам.
Добыча угля велась подземным способом с глубин до 400 метров. Уголь использовался в основном на Аркагалинской ГРЭС. Посёлок возникал поэтапно, поэтому негласно делился на три части: Старый, Новый и Новейший Кадыкчан. Старый Кадыкчан находится ближе всего к трассе, Новый окружает градообразующую шахту (№ 10), а Новейший удалён и от трассы, и от шахты на 2—4 километра и является основным жилым посёлком (с его постройкой Старый и Новый Кадыкчан использовались всё более для ведения хозяйства (теплиц, огородов, свинарников и т. п.)). На востоке находилась ещё одна угольная шахта (в народе — «семёрка», № 7, которую забросили в 1992 году).
В ноябре 1996 года на шахте произошёл взрыв, погибли шесть человек. После взрыва шахта была закрыта. Людей начали выселять из посёлка, выдав им от 80 до 120 тысяч рублей на переселение в зависимости от выслуги лет.
Через несколько лет после аварии и закрытия шахты в посёлке вышла из строя котельная, из-за чего отопительная система была разморожена и людям жить в посёлке стало практически невозможно.
В 2001 году дома законсервировали, отключив их от тепла и электричества. Однако даже в 2001 году в посёлке оставались жилыми четыре улицы (Ленина, Строителей, Школьная (на ней находилась АТС) и Южная (самый дальний от центра дом) и один дом по улице Мира (в котором находилась поликлиника, а к тому времени и больница, а также коммунальные службы). В 2010 году посёлок полностью опустел. 
По сообщению итальянского путешественника Клементе Пероцца, посетившего в 2012 году Кадыкчан, там постоянно жил один человек (пенсионер возрастом около 60 лет), отказавшийся уезжать из посёлка, несмотря на отсутствие электричества, водопровода и канализации.

## Население
| 1970  | 1979  | 1989  | 1991  | 1992  | 1993  | 1994  |
| ----- | ----- | ----- | ----- | ----- | ----- | ----- |
| 3378  | ↗4764 | ↗5794 | ↘5310 | ↘5027 | ↘4336 | ↘4036 |
| 1995  | 1996  | 1997  | 1998  | 1999  | 2000  | 2001  |
| ↘3562 | ↘3211 | ↘3030 | ↘2865 | ↘2474 | ↘2218 | ↘1919 |
| 2002  | 2004  | 2005  | 2006  | 2007  | 2008  | 2009  |
| ↘875  | ↘617  | ↘433  | ↘330  | ↘287  | ↘256  | ↘235  |
| 2010  | 2012  | 2016  | 2017  | 2018  | 2019  | 2020  |
| ↘0    | →0    | →0    | →0    | →0    | →0    | →0    |
| 2021  | 2023  |       |       |       |       |       |
| ↗1    | ↘0    |       |       |       |       |       |